# Porciúncula (kommun)
Porciúncula är en kommun i Brasilien.   Den ligger i delstaten Rio de Janeiro, i den sydöstra delen av landet, 800 km sydost om huvudstaden Brasília. Antalet invånare är 17 771.
Följande samhällen finns i Porciúncula:
- Porciúncula

Omgivningarna runt Porciúncula är huvudsakligen savann. Runt Porciúncula är det ganska glesbefolkat, med 42 invånare per kvadratkilometer.